# Сассуоло
Сассуоло (італ. Sassuolo) — італійська комуна  в регіоні Емілія-Романья,  провінція Модена.
Сассуоло розташоване на відстані близько 330 км на північний захід від Рима, 45 км на захід від Болоньї, 16 км на південний захід від Модени.
Населення — 41 064 особи (2014). Свято покровителя міста святого Юрія  відзначається 23 квітня. 

## Демографія
Населення за роками:

Станом на 1 січня 2023 року в муніципалітеті офіційно проживало 5828 іноземців з 95 країн, серед них 904 громадяни країн Євросоюзу та 348 громадян України.

## Уродженці
- Гвідо Корбеллі (1913 — 1994) — італійський футболіст, півзахисник, фланговий півзахисник, згодом — футбольний тренер.
- Джанкарло Коррадіні (*1961) — італійський футболіст, захисник,  згодом — футбольний тренер.
- Маріо Ніколіні (1912—1996) — італійський футболіст, нападник, фланговий півзахисник.
- Нек ( Філіппо Невіані) - співак
- Вітторіо Мессорі (нар.1941 р.)- письменник, журналіст

## Спорт
- Футбол, див. футбольний клуб Сассуоло

## Визначні місця
- Герцогський палац

## Сусідні муніципалітети
- Казальгранде
- Кастелларано
- Фйорано-Моденезе
- Форміджине
- Приньяно-сулла-Секкія
- Серрамаццоні